# PO 4200
Die Lokomotiven der Baureihe 4200 der französischen Eisenbahngesellschaft Compagnie du chemin de fer de Paris à Orléans (PO) sind Schlepptender-Dampflokomotiven mit der Achsfolge 2’C. Die 170 gelieferten Maschinen trugen die Betriebsnummern 4201 bis 4370. Nach der Fusion der PO mit der Compagnie des chemins de fer du Midi (Midi) zur Compagnie du chemin de fer de Paris à Orléans et du Midi (PO-Midi) im Jahr 1933 wurden sie in 230-201 bis 230-370 (mit Lücken) umgezeichnet. Mit deren Aufgehen in der Staatsbahn SNCF im Jahr 1938 wurden die Loks in die Baureihe 230 G eingeordnet und erhielten Nummern zwischen 230 G 201 und 370.

## Geschichte und Beschreibung
Der Beschaffungszeitraum erstreckte sich von 1914 bis 1923. Gebaut wurden die Lokomotiven hauptsächlich bei der Société de Construction des Batignolles und der Société alsacienne de constructions mécaniques (SACM). Aufgrund der Kriegsereignisse entstanden die Lokomotiven 4221 bis 4270 bei der North British Locomotive Company in der schottischen Stadt Glasgow.

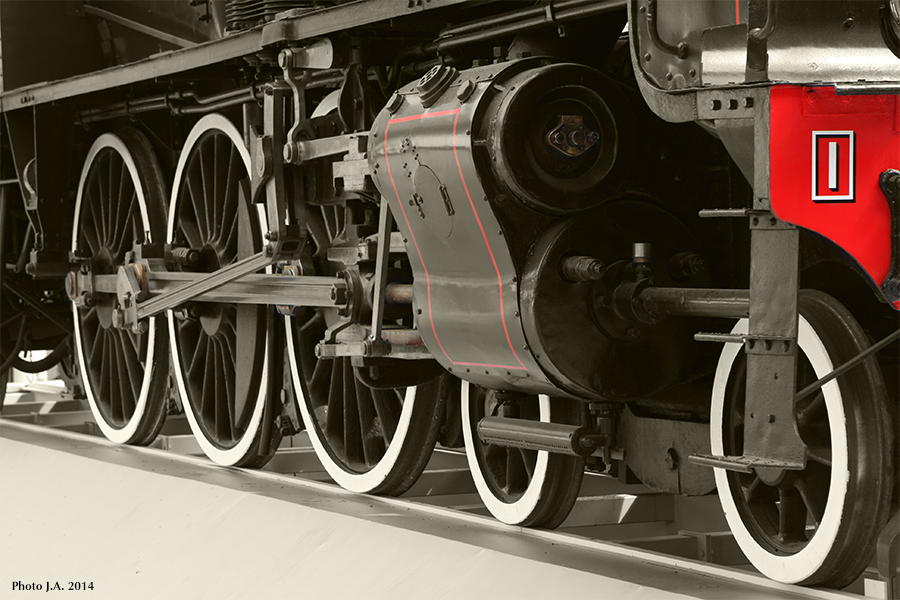
Triebwerk einer 230 G

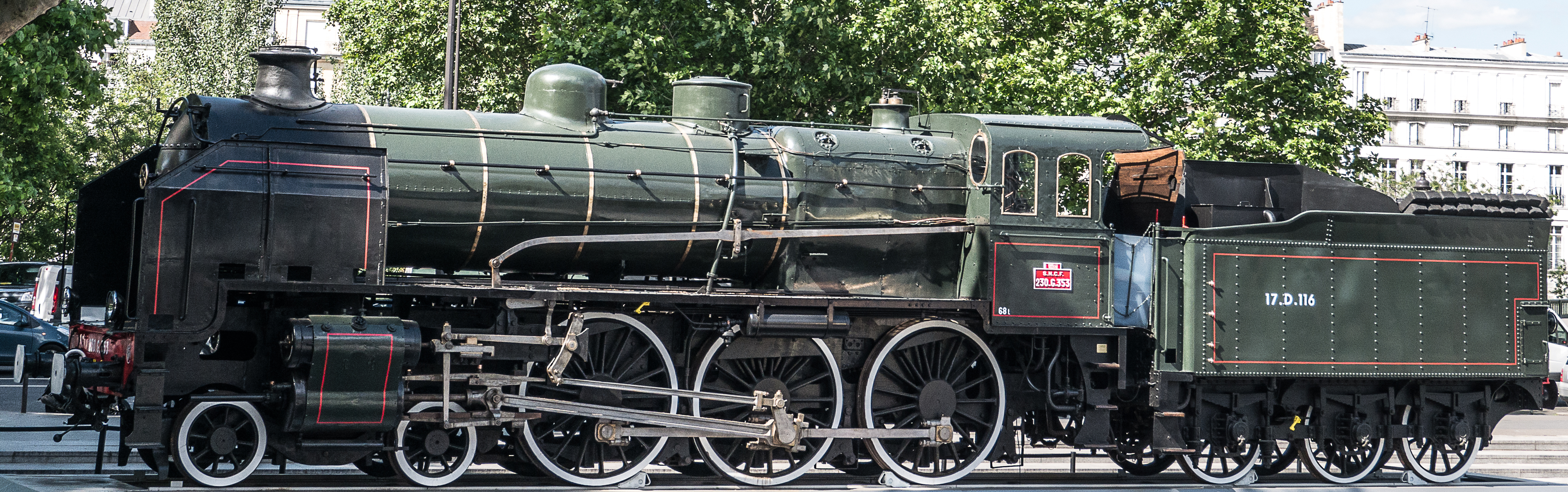
Museumslokomotive 230 G 353

Es handelt sich um Zweizylinder–Heißdampflokomotiven, deren Kessel mit dem der PO-Baureihen 3200 und 5300 identisch war. Auch die Zylinder stimmten mit denen der 3200 überein, der Schornstein mit der 5300. Die vorderen Laufradsätze waren als Bisseldrehgestell ausgebildet. Die Loks waren mit einem verhältnismäßig kurzen Tender gekuppelt und hatten – typisch für PO-Lokomotiven – recht kleine Windleitbleche, die ab 1929 nach Versuchen André Chapelons nachgerüstet wurden. In den Jahren 1947/48 wurden vierzehn Maschinen auf Ölfeuerung umgebaut, um die Brandgefahr in den Kiefernwäldern der Landes de Gascogne zu vermindern.
Die Loks erwiesen sich als zuverlässig und robust, sie zogen Express-, Regional- und Güterzüge. Steigungen von 2,5 ‰ wurden bei einer Anhängelast von 415 t mit 80 km/h bewältigt, Rampen von 10 ‰ bei 390 t Last mit 50 km/h. Auf Rampen von mehr als 25 ‰ neigten die Maschinen allerdings zum Schleudern. Einsatzgebiete waren hauptsächlich der Westen und Südwesten Frankreichs, zwischen 1955 und 1966 wurden 25 der Maschinen in den Norden verlegt.
1924/25 verkaufte die PO 21 dieser Lokomotiven an die Compagnie des chemins de fer du Maroc. 41 Loks gingen 1934 an die Chemins de fer de l’État (ETAT), die sie als 230-401 bis 230 441 in ihren Bestand einreihte. Unter der Regie der SNCF erhielten die von der PO übernommenen Lokomotiven die Betriebsnummern 230 G 201 bis 264 und 312 bis 370, die 1934 an die ETAT verkauften Maschinen wurden zu den 230 K 401 bis 441.

## Verbleib
Die letzten ehemaligen PO 4200 wurden 1970 abgestellt. Die Lokomotiven 230 G 352 und 353 (beide bei der Société de construction des Batignolles gebaut) blieben erhalten. 
Mit der 230 G 353 (ex PO 4353) war eine PO 4200 in zahlreichen Spielfilmen präsent. Im Kriegsdrama Le Train – Nur ein Hauch von Glück mit Jean-Louis Trintignant und Romy Schneider von 1973 brachte sie einen Zug mit Flüchtlingen aus der Nähe von Sedan nach La Rochelle. In der Verfilmung von 1974 von Agatha Christies Kriminalroman Mord im Orient-Express wurde sie ebenfalls verwendet. Insgesamt ist sie in mindestens 35 Filmen zu sehen.

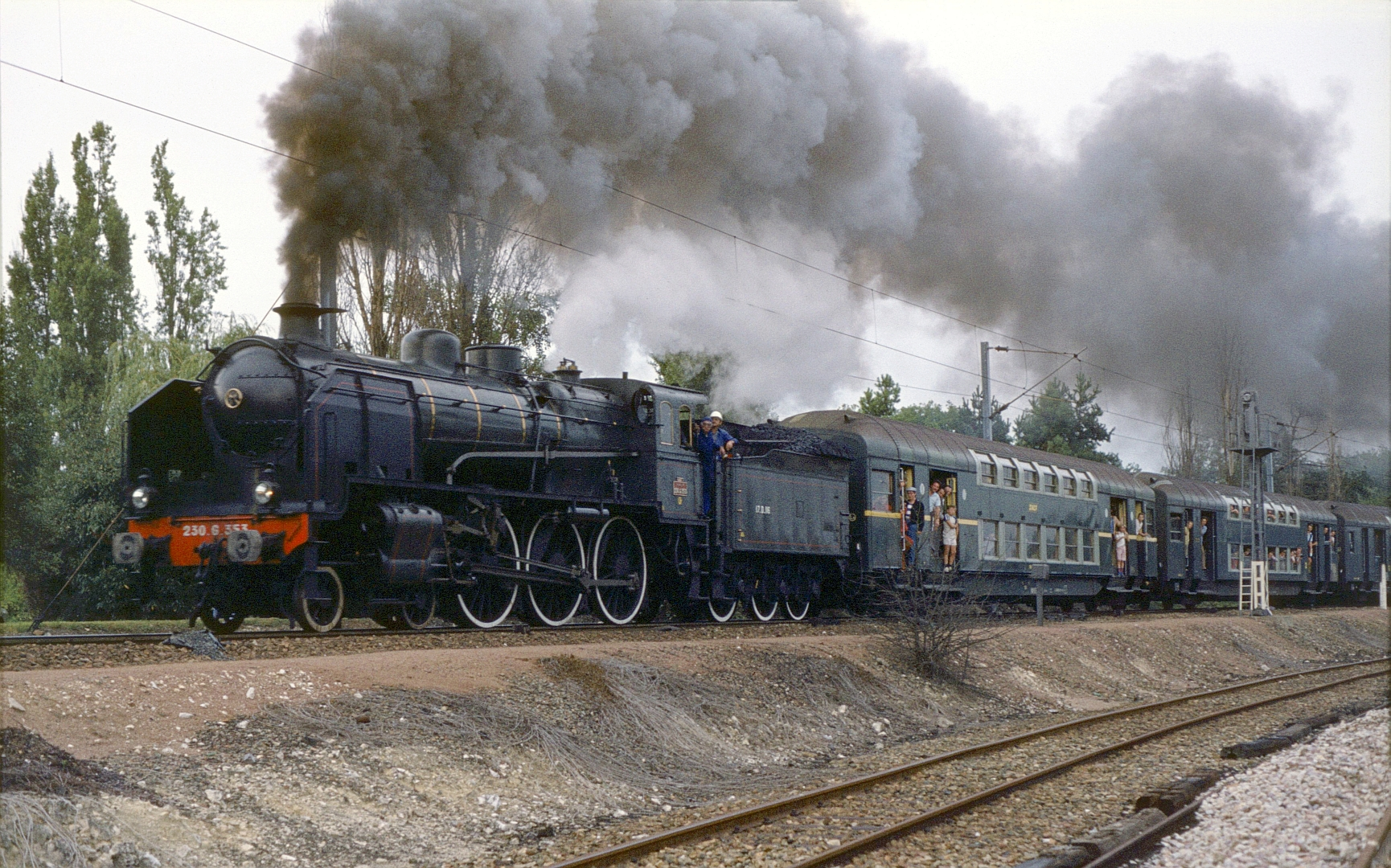
230 G 353 vor einem aus ehemaligen ETAT-Doppelstockwagen gebildeten Sonderzug bei Achères, 1982
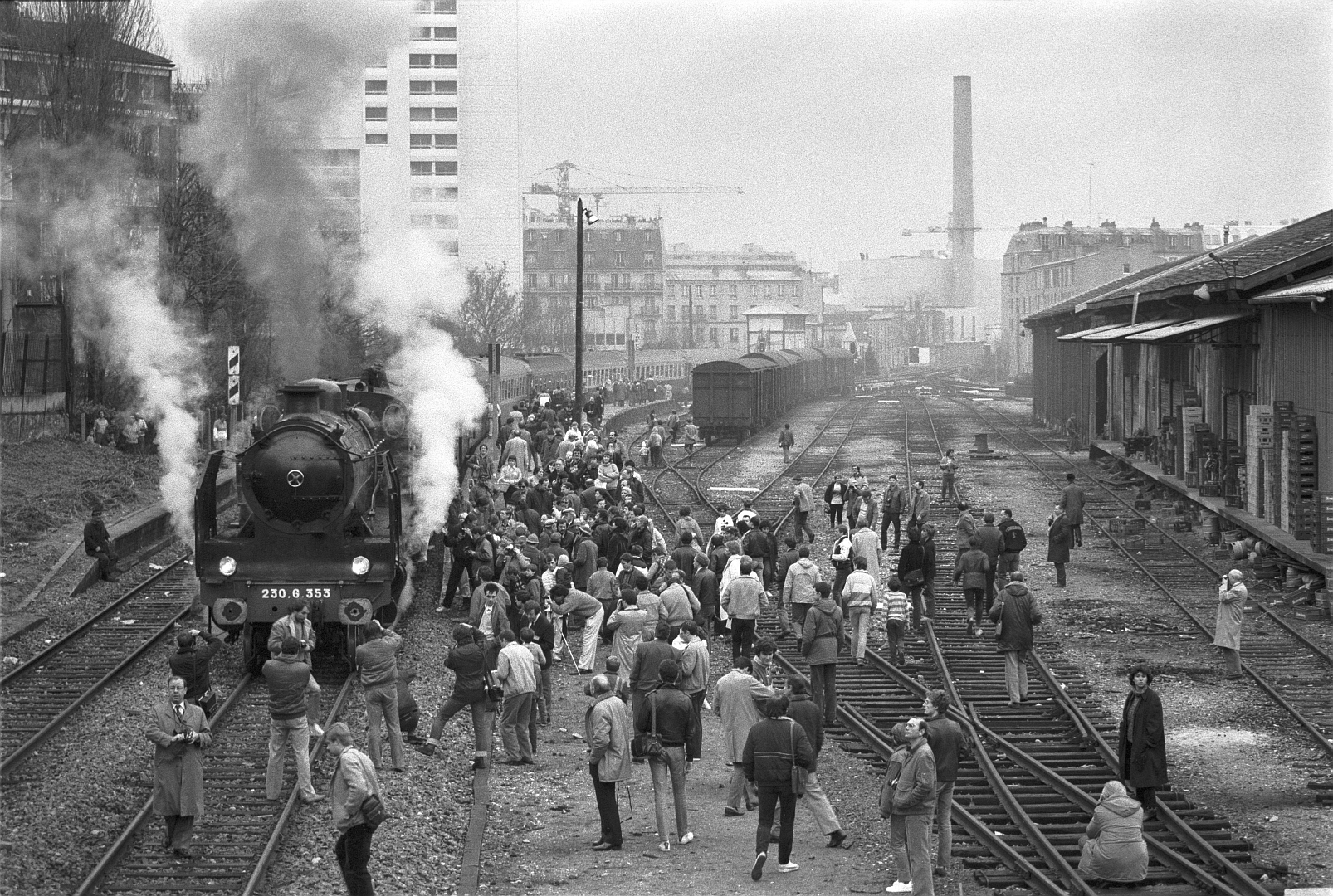
230 G 353 im Bahnhof Belleville-Villette der Petite Ceinture, 1985
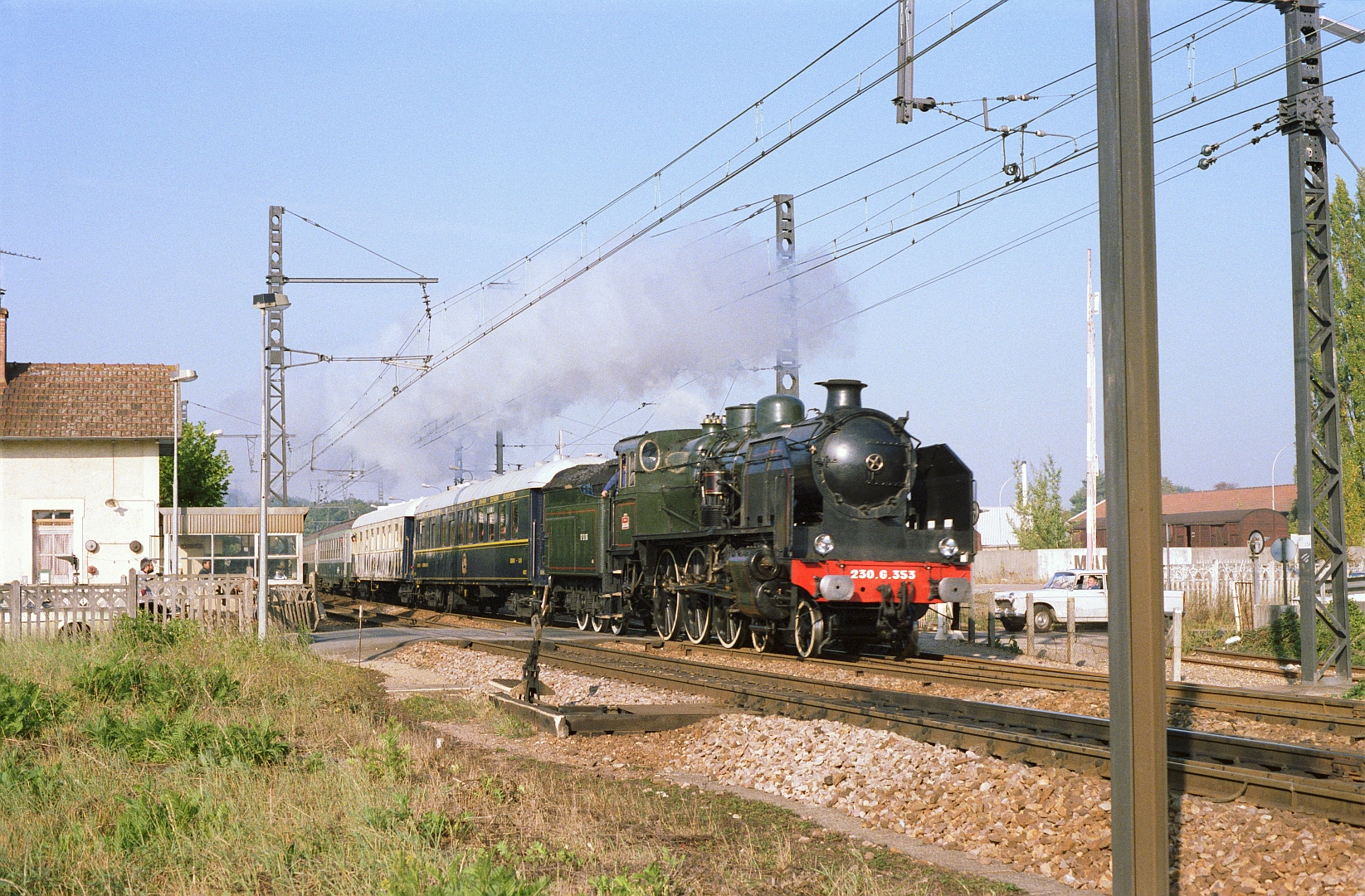
230-G-353 in Ponthierry, 1985
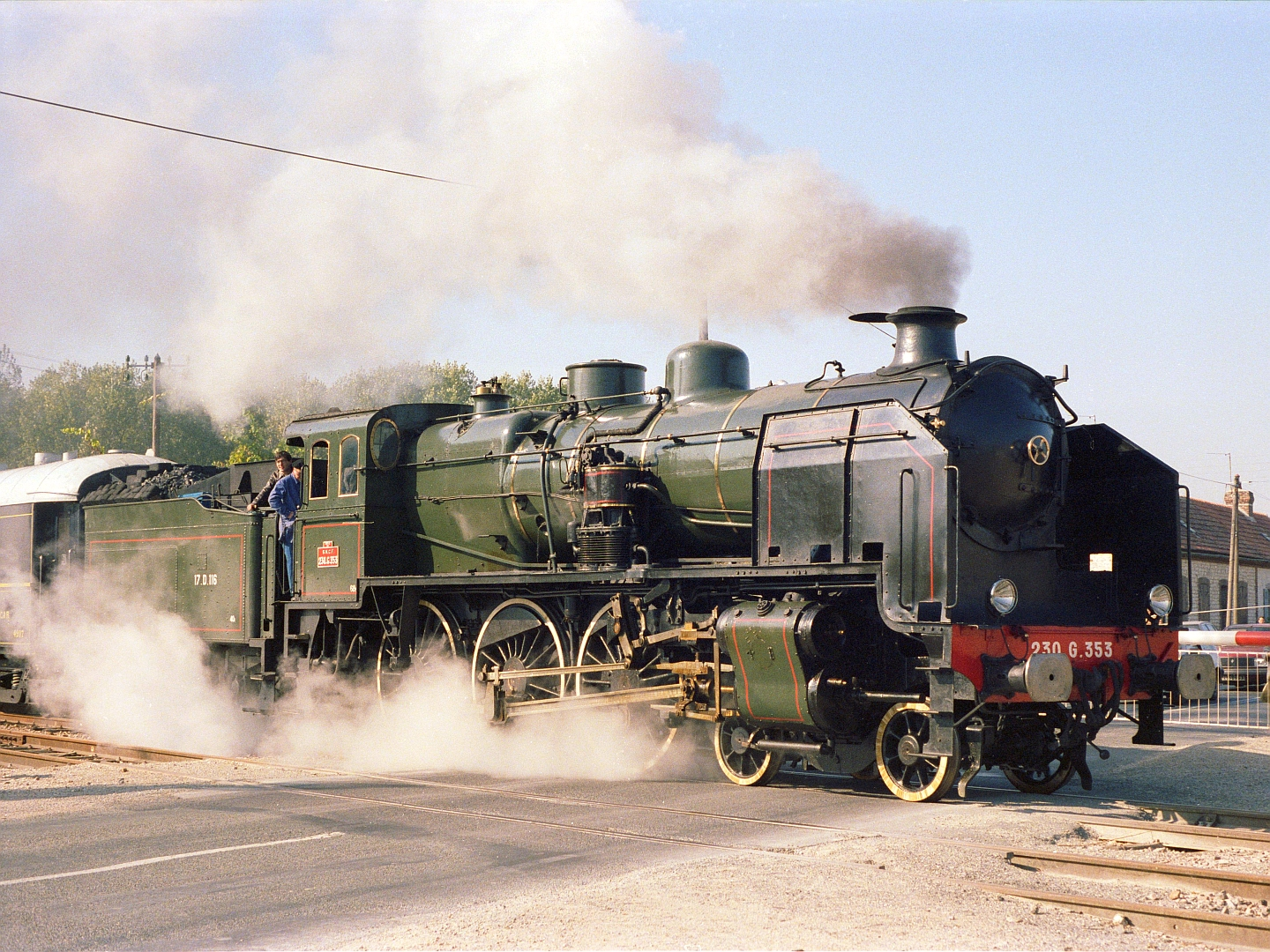
230 G 353 in Les Ormes-sur-Voulzie, 1985